# Statue de Victor Schœlcher (Cayenne)
La statue de Victor Schœlcher est un groupe sculpté en bronze rendant hommage à Victor Schœlcher pour son rôle dans la seconde abolition de l'esclavage en France en 1848. Réalisée en 1896 par Louis-Ernest Barrias, l'œuvre est inaugurée l'année suivante à Cayenne en Guyane, actuellement département d'outre-mer français mais à l'époque colonie de la France, où celle-ci a pratiqué la traite des Noirs.
La statue représente Schœlcher accompagné d'un esclave fraîchement libéré. Bien que protégée aux monuments historiques depuis 1995, elle est critiquée pour son esthétique paternaliste et son invisibilisation du rôle des esclaves dans l'abolition. D'abord masquée symboliquement en marge du mouvement social de 2017, elle est vandalisée puis déboulonnée en 2020, dans un contexte de gestion contestée du Covid‑19, de réactions au meurtre de George Floyd, et de volonté de décoloniser l'espace public.

## Localisation
La statue est située dans la ville de Cayenne, le chef-lieu de la Guyane, une enclave de la France sur le continent sud-américain.

### 1897–2020

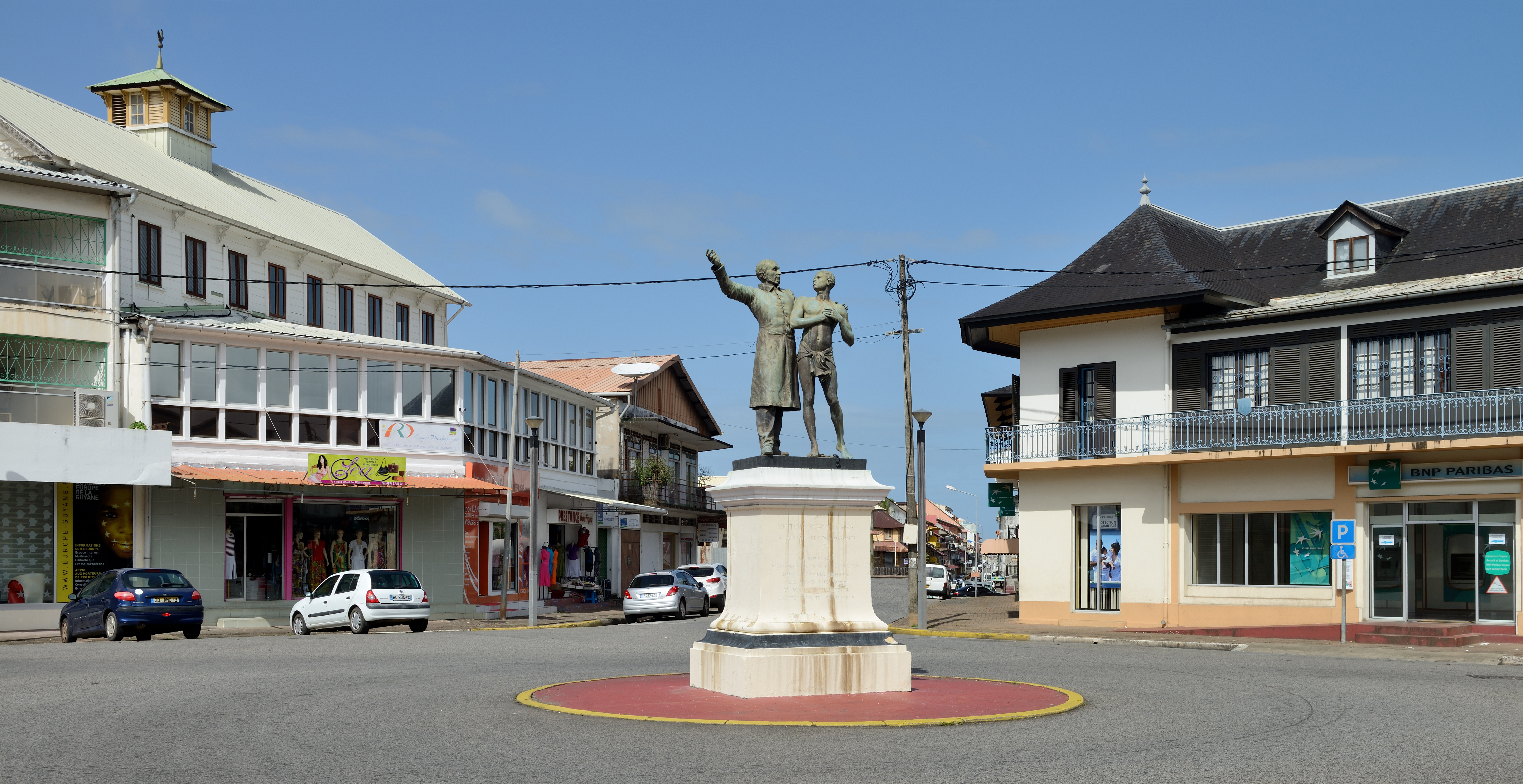
Place Victor-Schœlcher à Cayenne, en 2013, avec la banque historique sur la droite (actuellement BNP Paribas).

Entre 1897 et 2020, la statue était érigée au centre de la place Victor-Schœlcher, anciennement place Victor-Hugo,,,,. Cette place est située à l'intersection des rues suivantes :
- rue Louis-Blanc, qui traverse la place du nord-ouest au sud-ouest ;
- rue du Docteur-Sainte-Rose au sud ;
- rue des Peuples autochtones (ex-rue Christophe-Colomb)[6] à l'est.

Cette place était stratégique car elle a longtemps accueilli l'hôtel de la Banque de Guyane, dont la première pierre a été posée par le gouverneur le 11 juillet 1891. Cette banque, première de la colonie, fut créée par décret impérial de Napoléon III le 1er février 1854 pour indemniser les colons après l'abolition de 1848 à laquelle Schœlcher a contribué. Cette banque n'existe plus et a été remplacée par une agence de BNP Paribas.
De plus, lorsque le Vieux Port de Cayenne était encore en service, cette place se trouvait sur le chemin entre le port et le centre-ville,.

### Depuis2020
Depuis juillet 2020, la statue n'est plus visible sur cette place, où il ne reste que le socle, mais remisée dans un entrepôt des services techniques de la ville. Elle s'y trouve toujours en juin 2023, en attente de sa restauration.

## Histoire

### Contexte
La statue célèbre la mémoire de Victor Schœlcher non pour ses liens avec la Guyane, qui sont ténus (il était plus proche de la Guadeloupe et de la Martinique, dont il a été député), mais parce qu'il a présidé la commission pour l'abolition de l'esclavage. Celle-ci a préparé le décret d'abolition du 27 avril 1848, qui arriva en Guyane et y fut promulgué le 10 juin 1848 par le gouverneur, André-Aimé Pariset (en mémoire de cet événement, le 10 juin est un jour férié en Guyane depuis 1983,).

### Création

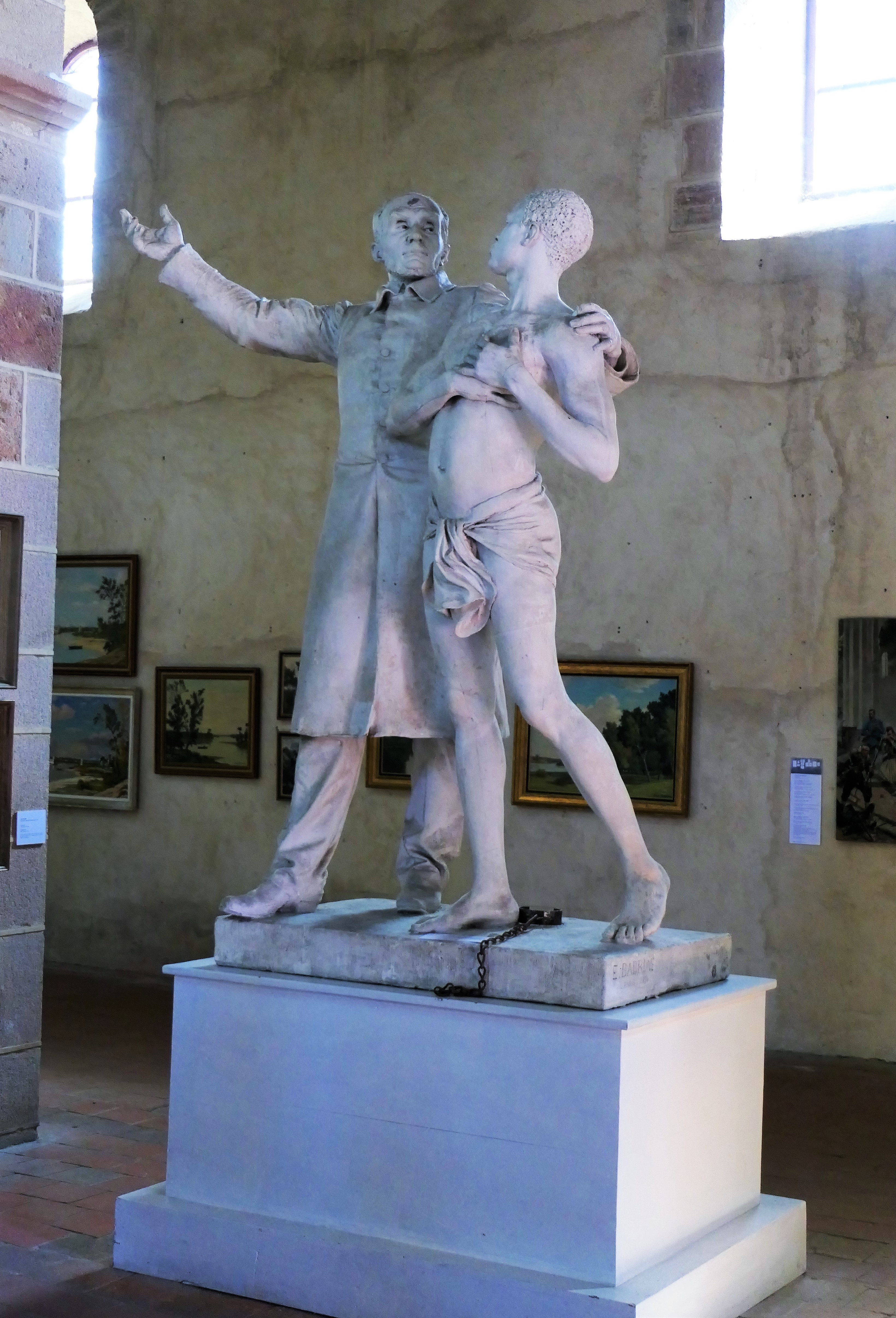
Plâtre original à Bourbon-Lancy (Saône-et-Loire).

Schœlcher mort fin 1893, un groupe se forme dès 1894 à Paris et dans les colonies pour élever un monument à sa mémoire. La commande est confiée à Louis-Ernest Barrias.
Le 9 mars 1896, Barrias ayant terminé le plâtre, il écrit à Gustave Leblanc-Barbedienne pour lui demander de venir le récupérer afin que l'édition en bronze soit fondue, ce qui a lieu dans le courant de l'année 1896.
La statue est inaugurée à Cayenne le 14 juillet 1897, jour de fête nationale, par Henri Éloi Danel, gouverneur de Guyane, et Henri Ursleur, maire de Cayenne. C'est alors le premier monument élevé en hommage à Schœlcher.
La place devient par la suite un lieu où la population se rassemble autour du monument, aussi bien pour célébrer la fête nationale le 14 juillet, que l'abolition de l'esclavage le 10 juin. La statue reste longtemps le seul monument en mémoire de l'esclavage en Guyane, jusqu'à l'inauguration de monuments tels que Marrons de la Liberté en 2008 à Remire-Montjoly ou Les Chaînes brisées en 2011 à Cayenne.
Le plâtre original est exposé à Bourbon-Lancy en Saône-et-Loire, au musée municipal installé dans l'église Saint-Nazaire,.

### Monument historique
En octobre 1994, la statue voit son dossier de protection aux monuments historiques examiné par la Commission régionale du patrimoine historique, archéologique et ethnologique (Corephae), à l'occasion du bicentenaire de la première abolition de l'esclavage en 1794 (il a été rétabli en 1802 par Bonaparte, avant l'abolition définitive de 1848).
La statue, y compris son socle, est d'abord inscrite aux monuments historiques par arrêté du 16 août 1995, puis classée par arrêté du 9 mars 1999,

### Dégradations et déboulonnage
En mars – avril 2017, la statue est recouverte d'une cagoule. L'acte n'est pas revendiqué mais fait vraisemblablement écho aux « 500 frères », un collectif d'hommes cagoulés à l'origine du mouvement social alors en cours en Guyane.
En décembre 2017, des maillots sont posés sur la tête des deux personnages de la statue, un noir sur Schœlcher et un rouge sur l'esclave libéré.

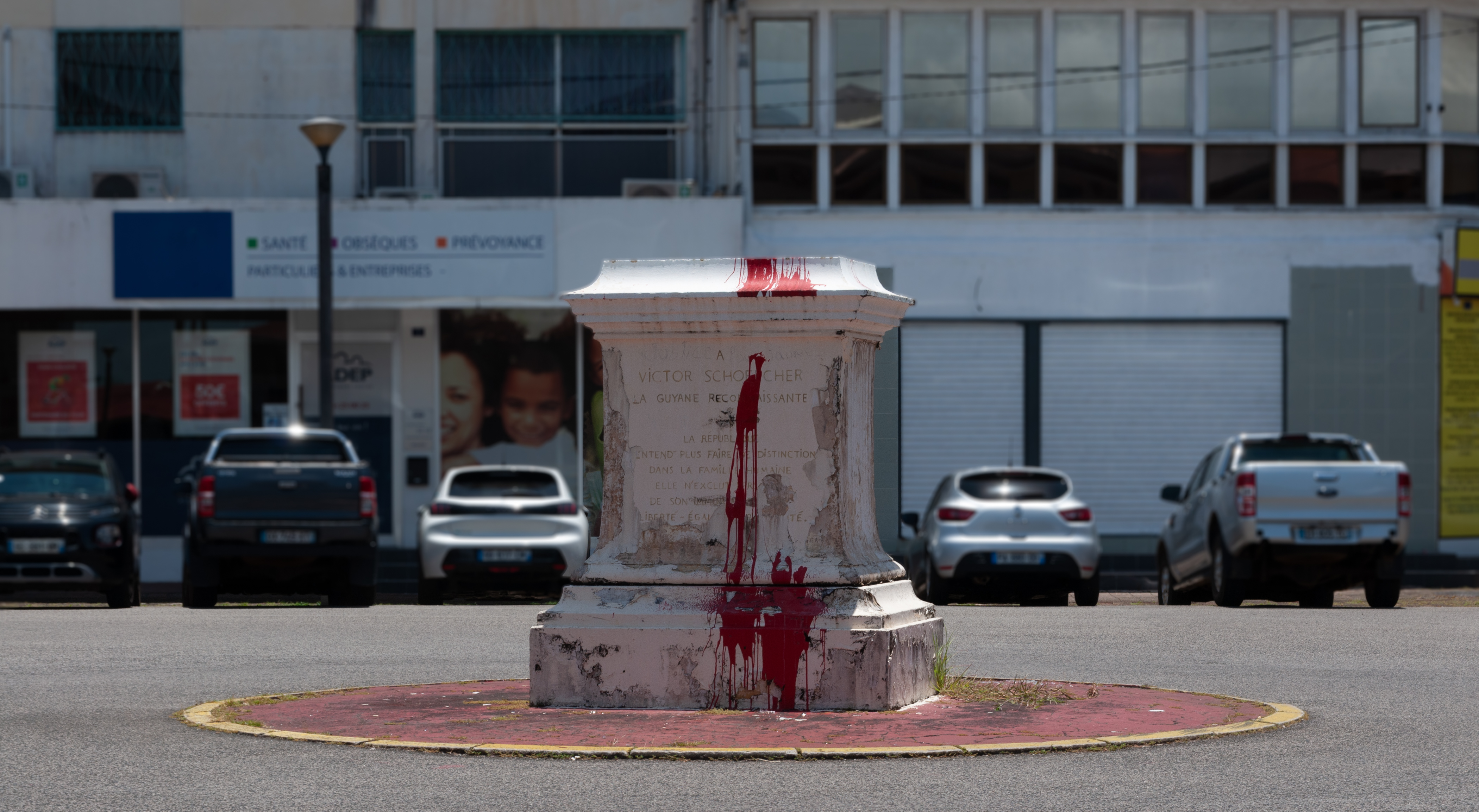
Statue retirée après les dégradations de 2020.

Dans la nuit du 1er au 2 juillet 2020, pendant le couvre-feu en vigueur depuis le 24 mars pour lutter contre la pandémie de Covid-19, la statue est maculée de peinture rouge, une seringue est placée dans la main droite de Schœlcher, et ce qui semble être un cœur arraché est déposé aux pieds de l'esclave libéré. Ces dégradations sont probablement à la fois une critique de la gestion de la crise sanitaire et une réaction au meurtre de George Floyd. Il peut également s'agir d'une critique du « schoelchérisme », une récupération du combat de Schœlcher par l'« idéologie assimilationniste » qui vise « à occulter la résistance incessante des esclaves, à nier leurs héroïsmes divers, et à magnifier une France abolitionniste généreuse », selon l'écrivain Patrick Chamoiseau ; le reproche est en effet souvent fait à cette statue de donner une telle représentation de l'abolition de l'esclavage (voir infra).
La statue est ensuite « déboulonnée » dans la nuit du 17 au 18 juillet 2020, (plus précisément, la statue n'étant pas fixée à son socle, elle est simplement renversée). En l'absence de témoin et de vidéosurveillance, les auteurs de cet acte ne sont pas identifiés. Pour protéger l'œuvre et pour les besoins de l'enquête, elle est remisée dans un entrepôt des services techniques de la ville. Elle n'est pas réinstallée, et seul subsiste le socle.
Quelques mois plus tard, en octobre 2020, la rue Christophe-Colomb, qui débouche sur la place Schoelcher et sa statue, est rebaptisée rue des Peuples-autochtones par les autorités municipales, afin de rendre hommage aux peuples amérindiens de Guyane. Ce changement de nom est justifié par « l'extermination de nations amérindiennes, la colonisation et l'esclavage sur les terres guyanaises » causés par l'exploration de l'Amérique par Christophe Colomb. En juin 2024, une statue représentant les peuples de Guyane est installée temporairement à l'ancien emplacement de la statue de Schœlcher, à l'initiative du Mouvement de décolonisation et d'émancipation sociale (MDES).

## Description

### Statue

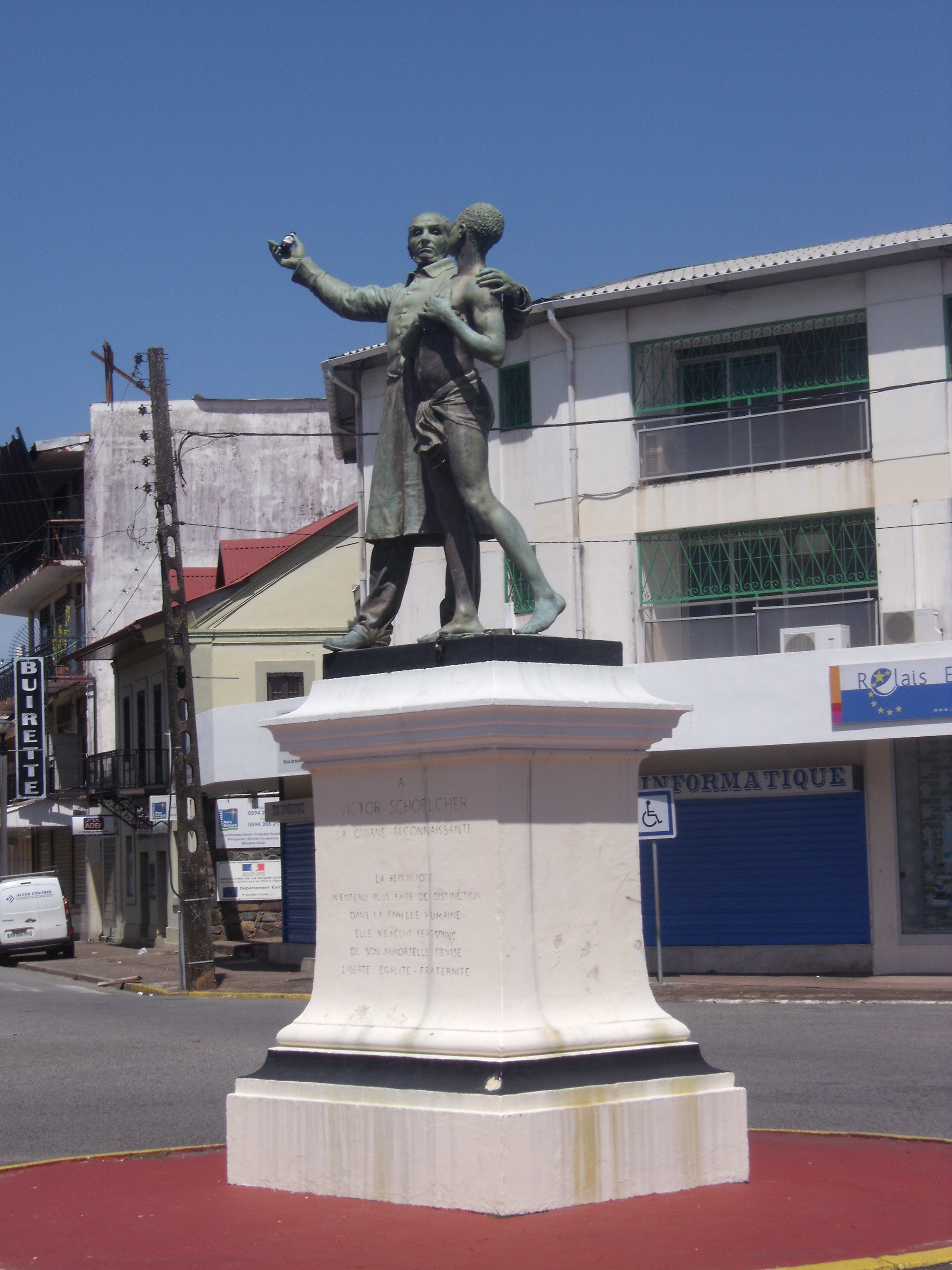
La statue sur son socle.

Le groupe est un bronze de 2,30 mètres de hauteur pour 1,17 mètre de largeur et 80 cm de profondeur.
Deux personnages sont représentés, debout côte à côte : Victor Schœlcher et un esclave fraîchement libéré par le décret d'abolition.
Schœlcher, en redingote, étend son bras droit vers l'horizon, tandis que son bras gauche entoure les épaules de l'esclave, comme pour lui montrer la voie de la liberté et d'un avenir meilleur,,.
L'esclave, un jeune homme noir, est vêtu d'un simple pagne, plus spécifiquement un calimbé, vêtement des Bushinengue du Maroni et des Amérindiens,,. À ses pieds se trouvent des chaînes brisées, symbole de sa liberté retrouvée. Il tient ses mains superposées sur son cœur et semble porter un regard admiratif, reconnaissant et innocent vers Schœlcher.
Marcus Wood souligne la beauté juvénile de l'esclave (son corps souple, ses jambes minces, son ventre presque féminin rappelant les Vénus peintes par Cranach) et sa sensualité (sa main sur son cœur caressant son mamelon), par opposition à la virilité de Schœlcher, y voyant une charge homoérotique.
Le critique d'art Georges Lafenestre en fait la description suivante en 1908 dans la Revue de l'art ancien et moderne : « Schœlcher, debout, long, maigre, ferme, stoïque, étroitement boutonné dans sa longue redingote de puritain austère et de démocrate aristocratique, protégeant de sa bienveillance virile l'esclave qu'il a délivré ». Pour l'historien André Bendjebbar, « Schoelcher a plutôt l'air d'un prêtre laïc » dans cette statue.
Sur la plinthe à la base du groupe, sous le pied gauche de l'esclave, on trouve l'inscription « E. Barrias, Paris, 1896 », et sous le pied droit de Schœlcher, « Leblanc-Barbedienne, fondeur, Paris »,.

### Socle
Jusqu'en 2020, la statue reposait sur un socle en maçonnerie, sur lequel est gravée l'inscription suivante,,,, : 
À

Victor Schoelcher

La Guyane reconnaissante

——

La République

n'entend plus faire de distinction

dans la famille humaine

Elle n'exclut personne

de son immortelle devise

Liberté – Égalité – Fraternité

Il s'agit d'une citation tirée de la conclusion du rapport remis par la commission pour l'abolition de l'esclavage, présidée par Schœlcher, au ministre de la Marine et des Colonies, François Arago.

## Critique
L'opposition dans cette statue entre l'habit raffiné de Schœlcher et la quasi-nudité de l'esclave, ainsi que l'attitude de guide protecteur que prend le premier, et le regard reconnaissant du second, rendent compte d'un certain paternalisme,, dans le sillage de la « mission civilisatrice » que la France s'est donnée lors de son expansion coloniale. La représentation du corps de l'esclave devient alors le moyen de célébrer la philanthropie de Schœlcher, et par extension, du Blanc.
De plus, cette esthétique présente Schœlcher comme le seul artisan de l'abolition, renforçant le reproche fait à ses partisans d'avoir, malgré leur abolitionnisme, « effacé le souvenir des luttes des esclaves, d'avoir réduit ceux-ci à un rôle de débiteurs devant une reconnaissance éternelle à une République libératrice ».
On retrouve le même type d'éléments dans la statue de Schœlcher réalisée par Anatole Marquet de Vasselot à Fort-de-France, également déboulonnée le 22 mai 2020 lors de la fête de l'abolition de l'esclavage en Martinique.

Statue de Schœlcher à Fort-de-France en Martinique
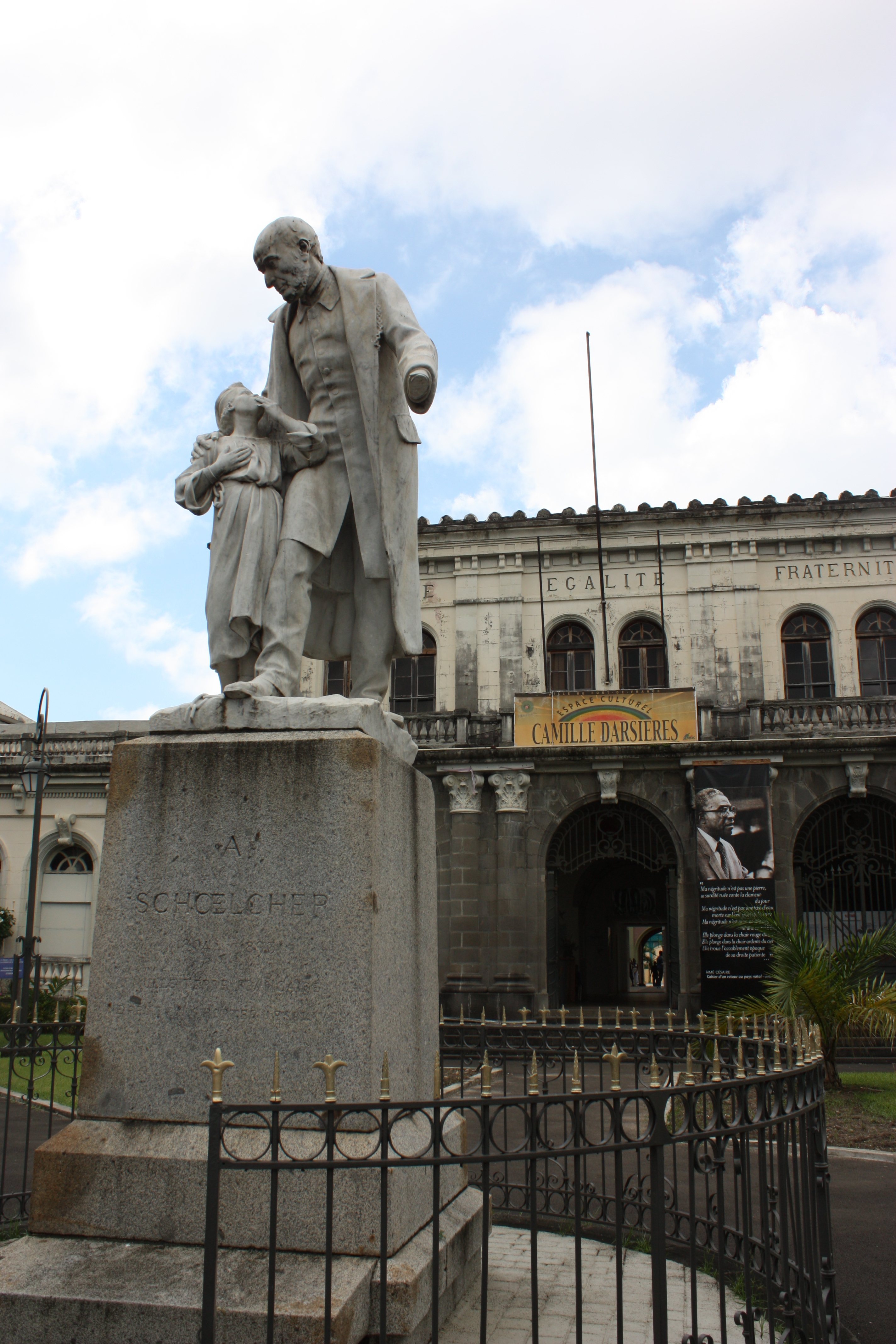
En place en 2011.
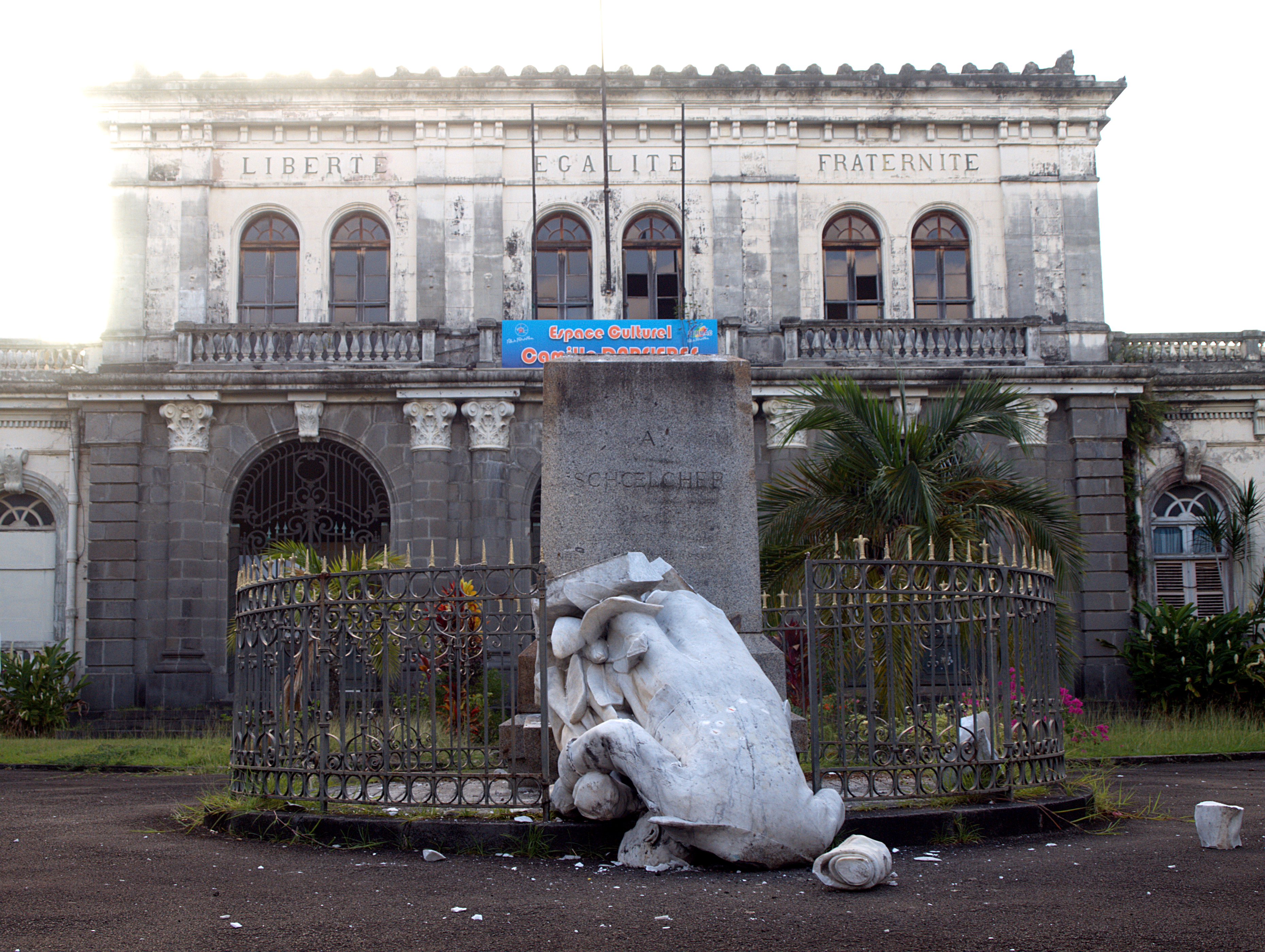
Renversée le 22 mai 2020.

## Postérité
Jean Hess, disciple de Schœlcher, évoque la statue en 1898 dans À l'Île du Diable, une enquête pour Le Matin sur les conditions de détention de Dreyfus à l'île du Diable, au large de Cayenne, où il a été condamné au bagne dans le cadre de son procès contesté pour trahison :

« Les Cayennais ont d'ailleurs été les premiers à témoigner d'une manière effective leur reconnaissance à l'illustre philanthrope. Sur une des principales places de Cayenne, près de l'hôtel de la Banque de la Guyane, s'élève la statue de Schœlcher due au maître Barrias. Le libérateur est représenté debout, soutenant d'un bras un esclave libéré, et lui montrant d'un beau geste ... l'avenir. »

Albert Londres décrit la statue en ces termes en 1923 dans Au bagne,, un reportage pour Le Petit Parisien sur les conditions de vie dans les bagnes guyanais :

« Par le grand chemin à pente douce, je partis dans Cayenne. [...] Ce que je rencontrai d'abord trônait sur un socle. C'étaient deux grands diables d'hommes, l'un en redingote, l'autre tout nu et qui se tenaient par la main. Je dois dire qu'ils ne bougeaient pas, étant en bronze. C'était Schœlcher, qui fit abolir l'esclavage. Une belle phrase sur la République et l'Humanité éclatait dans la pierre. »

Selon certains auteurs, Frantz Fanon pense peut-être à cette statue quand il écrit en 1952 dans Peau noire, masques blancs, :

« Le Noir s'est contenté de remercier le Blanc, et la preuve la plus brutale de ce fait se trouve dans le nombre imposant de statues disséminées en France et aux colonies, représentant la France blanche caressant la chevelure crépue de ce brave nègre dont on vient de briser les chaînes. »

et ils analysent l'esthétique de cette statue pour contextualiser le propos de Fanon. Cependant, il peut aussi s'agir de la statue de Schœlcher réalisée par Vasselot à Fort-de-France, où Fanon a passé son enfance,.